# Mun Szonmin
Mun Szonmin (hangul: 문선민, handzsa: 文宣民, RR: Moon Seon-min; Szöul, 1992. június 9. –) dél-koreai válogatott labdarúgó, jelenleg a Csonbuk (Jeonbuk) Hyundai Motors játékosa.

## Pályafutása

### Klubcsapatban
2011-ben a Nike Akadémiájára nyert felvételt. 2012 és 2015 között a svéd Östersunds FK játékosa volt, közben 2015-ben kölcsönben szerepelt a Djurgårdens csapatánál, majd a szezon végén végleg szerződtették. A 2017-es szezontól az Incshon játékosa. 2019. január 25-én aláírt a Csonbuk (Jeonbuk) Hyundai Motors együtteséhez.

### A válogatottban
2018 májusában bekerült a 2018-as labdarúgó-világbajnokságra készülő bő keretbe. Június 2-án a végleges keretbe is bekerült. Május 28-án debütált a felnőtt válogatottban Honduras ellen, góllal.

## Külső hivatkozások
- Mun Szonmin profilja a Transfermarkt oldalán (angolul)
- Mun Szonmin adatlapja a Soccerway oldalon (angolul)